# Mario Miranda (lutador)
Mario Miranda (Rio de Janeiro, 21 de setembro de 1978) mais conhecido como Super Mario (Rio de Janeiro, 21 de setembro de 1978), é um ex-lutador de artes marciais mistas brasileiro que competiu pelo M-1 Global e pelo UFC, lutando em sua divisão Peso Médio. Ele foi campeão dos médios do M-1 Global.

## Carreira profissional
Miranda fez sua estreia profissional no MMA em 2006, lutando principalmente no noroeste dos Estados Unidos. Entre suas primeiras vitórias, incluem-se sobre Rick Story, o ex-lutador do UFC Joe Vedepo e o ex-lutador do Bellator Mike Hayes.

### Ultimate Fighting Championship
Miranda acabou ficando de fora do The Ultimate Fighter 11, mas em fevereiro de 2010, o UFC anunciou que ele havia assinado contrato. Ele fez sua estreia pela organização contra Gerald Harris no UFC Fight Night: Florian vs. Gomi, perdendo pela primeira vez em sua carreira por nocaute técnico no primeiro round.
Miranda enfrentou o lutador canadense David Loiseau em 12 de junho de 2010 no UFC 115. Ele venceu a luta por nocaute técnico no segundo round. Miranda perdeu para seu compatriota Demian Maia por decisão unânime em 28 de agosto de 2010 no UFC 118.
Miranda fez sua quarta aparição no UFC contra Aaron Simpson em 26 de março de 2011 no UFC Fight Night 24. Ao longo da luta, Miranda foi dominado no solo e acabou perdendo a luta por decisão unânime (30-27, 30-27, 30-26). Após a derrota para Simpson, Miranda foi desligado do UFC.

### M-1 Global
Miranda enfrentou Dmitry Samoilov em 19 de novembro de 2011 no M-1 Challenge XXIX: Samoilov vs. Miranda. Ele venceu por finalização no segundo assalto. Miranda enfrentou Arthur Guseinov em 16 de maio de 2012 em М-1 Challenge 32 pelo Cinturão Vago dos Médios. Ele venceu por finalização no terceiro assalto. Em seguida, Miranda enfrentou o russo Ramazan Emeev no М-1 Challenge 35, sendo derrotado por decisão unânime. No M-1 Challenge 38, Mario disputou a revanche contra Ramazan Emeev. Ele perdeu novamente, dessa vez por nocaute no terceiro assalto.

## Cartel no MMA
| Cartel no MMA   |             |            |
| 21 lutas        | 14 vitórias | 7 derrotas |
| Por nocaute     | 6           | 2          |
| Por finalização | 5           | 0          |
| Por decisão     | 3           | 5          |

| Res.    | Cartel | Oponente        | Método                       | Evento                                 | Data       | Round | Tempo | Local                        | Notas                                      |
| ------- | ------ | --------------- | ---------------------------- | -------------------------------------- | ---------- | ----- | ----- | ---------------------------- | ------------------------------------------ |
| Derrota | 14–7   | Maxim Grishin   | Decisão (unânime)            | Fight Nights: Battle of Moscou 13      | 27/10/2013 | 3     | 5:00  | Moscou                       |                                            |
| Derrota | 14–6   | Ramazan Emeev   | Nocaute (joelhada e socos)   | M-1 Challenge 38                       | 09/04/2013 | 3     | 0:21  | São Petersburgo              | Pelo Cinturão dos Médios do M-1 Global     |
| Derrota | 14–5   | Ramazan Emeev   | Decisão (unânime)            | M-1 Challenge 35                       | 15/11/2012 | 5     | 5:00  | São Petersburgo              | Perdeu o Cinturão dos Médios do M-1 Global |
| Vitória | 14–4   | Arthur Guseinov | Finalização (mata-leão)      | M-1 Challenge 32                       | 16/05/2012 | 3     | 2:39  | Moscou                       | Ganhou o Cinturão dos Médios do M-1 Global |
| Derrota | 13–4   | Jan Błachowicz  | Decisão (unânime)            | KSW 18                                 | 25/02/2012 | 3     | 5:00  | Płock                        | Luta no Meio-Pesado                        |
| Vitória | 13–3   | Dmitry Samoilov | Finalização (kimura)         | M-1 Challenge 29: Samoilov vs. Miranda | 19/11/2011 | 2     | 3:58  | Ufá                          |                                            |
| Vitória | 12–3   | Aaron Stark     | Nocaute Técnico (socos)      | SportFight 30: Limitless               | 22/10/2011 | 2     | N/A   | Gresham, Oregon              |                                            |
| Vitória | 11–3   | Jason Zentgraf  | Decisão (unânime)            | FNE: Round 16 - Combat at the Cabaret  | 13/08/2011 | 3     | 5:00  | Anacortes                    |                                            |
| Derrota | 10–3   | Aaron Simpson   | Decisão (unânime)            | UFC Fight Night: Nogueira vs. Davis    | 26/03/2011 | 3     | 5:00  | Seattle                      |                                            |
| Derrota | 10–2   | Demian Maia     | Decisão (unânime)            | UFC 118: Edgar vs. Penn II             | 28/08/2010 | 3     | 5:00  | Boston                       |                                            |
| Vitória | 10–1   | David Loiseau   | Nocaute Técnico (socos)      | UFC 115: Liddell vs. Franklin          | 12/06/2010 | 2     | 4:07  | Vancouver                    |                                            |
| Derrota | 9–1    | Gerald Harris   | Nocaute Técnico (socos)      | UFC Fight Night: Florian vs. Gomi      | 31/03/2010 | 1     | 4:49  | Charlotte, Carolina do Norte |                                            |
| Vitória | 9–0    | Lorenzo Hood    | Finalização (kimura)         | Alliance Fights: Counterstrike         | 22/08/2009 | 1     | 2:57  | Kent, Washington             |                                            |
| Vitória | 8–0    | Chad Vance      | Nocaute Técnico (golpes)     | Alliance Fights: The Uprising          | 02/05/2009 | 2     | 0:25  | Kent, Washington             |                                            |
| Vitória | 7–0    | Tyson Jeffries  | Finalização (chave de braço) | SportFight 25: Wildcard                | 03/04/2009 | 3     | 1:19  | Grand Ronde, Oregon          |                                            |
| Vitória | 6–0    | Mike Hayes      | Decisão (unânime)            | Carnage at the Creek 5                 | 12/03/2009 | 3     | 5:00  | Shelton, Washington          |                                            |
| Vitória | 5–0    | Jose Diaz       | Nocaute Técnico (socos)      | Icon Sport: Hard Times                 | 02/08/2008 | 1     | 1:27  | Honolulu                     |                                            |
| Vitória | 4–0    | Joe Vedepo      | Nocaute Técnico (lesão)      | Carnage at the Creek 2                 | 05/04/2008 | 3     | 2:38  | Shelton, Washington          |                                            |
| Vitória | 3–0    | Rick Story      | Decisão (unânime)            | Conquest of the Cage 1                 | 06/11/2007 | 3     | 5:00  | Airway Heights, Washington   |                                            |
| Vitória | 2–0    | Joshua Cross    | Finalização (mata-leão)      | Ringside Ticket                        | 30/08/2007 | 1     | 1:30  | Highland, Califórnia         |                                            |
| Vitória | 1–0    | Taurus Cabbab   | Nocaute Técnico              | Kauai Cage Match 5                     | 04/03/2007 | 1     | 4:13  | Lihue, Havaí                 |                                            |